# Marie Hiort-Lorenzen
Marie Hiort-Lorenzen (1861 – 1919) var sygeplejerske og forstander på Sygeplejestationen af 1892, hvilket hun stiftede sammen med sin kollega Josie Jensen fra Frederiks Hospital.
Hun blev uddannet som sygeplejerske på Frederiks hospital i perioden 1888-90, hvor sygeplejerskeuddannelsen stadig var forholdsvis ny, og den faglige kvalitet varierede. Forskellen i sygeplejerskernes kvalifikationer medførte at standen i mindre grad blev anerkendt, og at selv de højt kvalificerede sygeplejersker ikke blev ordentligt aflønnet. For at ændre dette stiftede Marie Hiort-Lorenzen og kollegaen Josie Jensen Sygeplejestationen af 1892, hvor de sikrede, at de sygeplejersker, som var en del af Sygeplejestationen, var højt kvalificerede. Derved kunne Marie Hiort-Lorenzen og Josie Jensen også stille krav til sygeplejerskernes lønninger og arbejdstid, og de var derfor med til at forbedre vilkårene for de danske sygeplejersker.
Marie Hiort-Lorenzen blev gennem sit arbejde opmærksom på, at sygeplejersker, der arbejdede i det private, var i risiko for at blive socialt udsatte, når de blev gamle, og hun gik derfor i 1895 til professor Ernst Schmiegelow for at foreslå, at der blev oprettet en alderdomsunderstøttelsesforening for sygeplejersker, der skulle have til formål at hjælpe sygeplejersker med at spare op til alderdommen. Året efter blev Foreningen til Alderdomsunderstøttelse for Sygeplejersker i Danmark en realitet, og Marie Hiort-Lorenzen sad i deres bestyrelse som repræsentant for de private sygeplejersker.